# Eatonville (Washington)
Eatonville az Amerikai Egyesült Államok északnyugati részén, Washington állam Pierce megyéjében elhelyezkedő város. A 2010. évi népszámlálási adatok alapján 2758 lakosa van.

## Történet
A térség első lakói a nisqually indiánok voltak. Leschi törzsfőnök 1808-ban született a térségben.
A várost Thomas C. Van Eaton alapította, akit 1889-ben egy Henry nevű indián vezetett körbe. Henry a következőképp jellemezte a helyszínt: „Ez egy jó hely. Nincs sok hó.” A telepesek és az őslakosok szükségleteit T. C. kereskedőhelye fedezte. 1891-ben megnyílt a ma is működő iskola.
Eatonville 1909. október 28-án kapott városi rangot. Az Eatonville Lumber Company gyára 1964-ben zárt be.
A 2014. április 27-ei tornádó kisebb károkat okozott.

## Éghajlat
A város éghajlata mediterrán (a Köppen-skála szerint Csb).
| Hónap                         | Jan.  | Feb.  | Már.  | Ápr. | Máj. | Jún. | Júl. | Aug. | Szep. | Okt. | Nov.  | Dec.  | Év    |
| ----------------------------- | ----- | ----- | ----- | ---- | ---- | ---- | ---- | ---- | ----- | ---- | ----- | ----- | ----- |
| Rekord max. hőmérséklet (°C)  | 22,8  | 18,9  | 26,1  | 28,9 | 33,3 | 36,1 | 38,9 | 37,8 | 35,0  | 30,0 | 22,8  | 18,9  | 38,9  |
| Átlagos max. hőmérséklet (°C) | 7,8   | 9,4   | 11,7  | 14,4 | 17,8 | 20,6 | 23,9 | 24,4 | 21,1  | 15,0 | 10,0  | 6,7   | 15,3  |
| Átlagos min. hőmérséklet (°C) | 1,1   | 0,6   | 2,2   | 3,9  | 7,2  | 9,4  | 11,1 | 11,1 | 8,9   | 5,6  | 2,8   | 0,6   | 5,4   |
| Rekord min. hőmérséklet (°C)  | −18,0 | −15,6 | −12,8 | −5,0 | −3,3 | 0,0  | 2,2  | 2,8  | −1,7  | −5,6 | −18,0 | −18,0 | −18,0 |
| Átl. csapadékmennyiség (mm)   | 151   | 109   | 115   | 89   | 73   | 60   | 26   | 24   | 41    | 97   | 178   | 144   | 1107  |
| Forrás: The Weather Channel   |       |       |       |      |      |      |      |      |       |      |       |       |       |

## Népesség
A 2010-es népszámláláskor a városnak 2758 lakója, 992 háztartása és 714 családja volt. A népsűrűség 583,1 fő/km2. A lakóegységek száma 1059, sűrűségük 223,9 db/km2. A lakosok 90,1%-a fehér, 0,5%-a afroamerikai, 1,1%-a indián, 0,9%-a ázsiai, 0,1%-a a Csendes-óceáni szigetekről származik, 2,9%-a egyéb, 4,4%-a pedig kettő vagy több etnikumú. A spanyol vagy latino származásúak aránya 5,9% (   )
A háztartások 41,4%-ában élt 18 évnél fiatalabb. 54,9% házas, 10,8% egyedülálló nő, 6,3% egyedülálló férfi, 28% pedig nem család. 23,1% egyedül élt; 11,7%-uk 65 éves vagy idősebb. Egy háztartásban átlagosan 2,78 személy élt; a családok átlagmérete 3,26 fő.
A medián életkor 34,4 év volt. A város lakóinak 30,4%-a 18 évesnél fiatalabb, 7,6% 18 és 24 év közötti, 25,9%-uk 25 és 44 év közötti, 23,5%-uk 45 és 64 év közötti, 12,6%-uk pedig 65 éves vagy idősebb. A lakosok 48,1%-a férfi, 51,9%-a pedig nő.

## Oktatás
A város iskoláinak fenntartója az Eatonville-i Tankerület.

## Nevezetes személy
- Mark Fuhrman, nyomozó, az O. J. Simpson-ügy kulcsszereplője[12]

## Fordítás
- Ez a szócikk részben vagy egészben  az   Eatonville, Washington című angol Wikipédia-szócikk ezen változatának fordításán alapul.  Az eredeti cikk szerkesztőit annak laptörténete sorolja fel. Ez a jelzés csupán a megfogalmazás eredetét és a szerzői jogokat jelzi, nem szolgál a cikkben szereplő információk forrásmegjelöléseként.